# Pedro González de Mendoza (religioso)
Fray Pedro González de Mendoza, (Madrid, 10 de febrero de 1570-Sigüenza, Guadalajara, 24 de junio de 1639), llamado en el siglo Fernando de Silva y Mendoza, fue un religioso franciscano español, arzobispo de Granada y de Zaragoza y obispo de Sigüenza. 

## Biografía
Hijo menor de Ruy Gómez de Silva y Ana de Mendoza y de la Cerda, príncipes de Éboli, pasó su infancia en la Corte, ocupando el cargo de menino del príncipe, futuro rey Felipe III, siendo sus abuelos maternos, los príncipes de Mélito, los que se encargaron de su crianza.
Como segundón de la familia inició la carrera eclesiástica, tomando el hábito de San Francisco en el monasterio de Nuestra Señora de La Salceda, situado en el término de Peñalver y cercano a la villa de Pastrana, cambiando su nombre en honor a su antepasado el gran cardenal Mendoza. Estudió en el colegio de San Pedro y San Pablo de Alcalá de Henares.
Ostentó los cargos de prior del convento de la Salceda, monasterio sobre el que posteriormente ejerció una importante labor de mecenas, provincial de Castilla y comisario general, así como predicador mayor y vicario general de la Orden Franciscana.
Pertenecía al entorno del duque de Lerma, favorito de Felipe III y logró que el rey visitara La Salceda en 1604. Fue nombrado obispo de Osma en 1610, pero antes de recibir las bulas de confirmación fue promovido al arzobispado de Granada ese mismo año; en 1615 fue trasladado al de Zaragoza.
Ya después de la caída de Lerma, perdido su apoyo principal, en 1623, fue trasladado a Sigüenza, conservando el título de Arzobispo-Obispo y Señor de Sigüenza. Allí fray Pedro vivió sus años restantes retirado, lejos de la corte debido a su cercanía al partido caído en desgracia y en esta ciudad falleció siendo enterrado en Pastrana, bajo el altar mayor de su Colegiata.

## Mecenazgos
El mecenazgo de fray Pedro se centrara en la renovación arquitectónica de una serie de edificios en los que impuso la estética imperante en los últimos años del siglo XVI, el clasicismo escurialense.
- La renovación del monasterio de la Salceda, principios del siglo XVII, con la reconstrucción de la primitiva iglesia gótica, la construcción de la capilla de las Reliquias y el conjunto de Monte Celia.
- En la catedral de Sigüenza destaca la reforma y remate de la Puerta de los Perdones y la colocación de la reja de la capilla mayor.[4]

Pero donde su labor de mecenas será más abundante y significativa será en Pastrana. Pastrana había sufrido un proceso de señorialización desde la mitad del siglo XVI, cuando la compraron sus padres, Ruy Gómez de Silva y Ana de Mendoza de la Cerda, condes de Mélito, las obras de fray Pedro cerrarán este ciclo de transformación y engrandecimiento.
- La fundación y construcción del colegio de San Buenaventura.
- Las obras de ampliación de la Colegiata, con la construcción de la cripta sepulcral, situada bajo el altar mayor, donde serían enterrados los miembros de la familia ducal.

## Obra literaria
Como hombre de letras escribió varias obras:
- Historia del Monte Celia, (Granada 1616). Acerca del Convento de La Salceda.[5]

Como teólogo y defensor del Dogma de la Inmaculada Concepción de María:
- Cartas pastorales (1619).
- Inmaculatae Concepcionis.
- Canción a la Concepción De Nuestra Señora.

| Predecesor: Pedro Vaca Castro y Quiñones | Arzobispo de Granada 1610-1616  | Sucesor: Felipe de Tassis y Acuña        |
| Predecesor: Pedro Manrique               | Arzobispo de Zaragoza 1616-1623 | Sucesor: Juan Martínez de Peralta        |
| Predecesor: Francisco López de Mendoza   | Obispo de Sigüenza 1623-1639    | Sucesor: Fernando de Andrade y Sotomayor |